# Circonscription de Monastir
La circonscription de Monastir est une ancienne circonscription électorale tunisienne. Elle couvre le territoire du gouvernorat de Monastir.
Elle est instaurée à partir de la IVe législature. Auparavant, la région est rattachée à la circonscription de Sousse et ses députés sont élus dans la circonscription de Sousse II.
Le décret-loi no 2022-55 du 15 septembre 2022 la divise en huit circonscriptions.

## Résultats électoraux
Voici les résultats des élections constituantes tunisiennes de 2011 pour la circonscription ; la liste donne les partis ayant obtenu au moins un siège :
| Parti          | Parti                                    | Voix    | %     | Sièges |
| -------------- | ---------------------------------------- | ------- | ----- | ------ |
|                | Ennahdha                                 | 65 800  | 32,46 | 3      |
|                | L'Initiative                             | 36 085  | 17,80 | 2      |
|                | Congrès pour la République               | 8 833   | 4,36  | 1      |
|                | Ettakatol                                | 7 862   | 3,88  | 1      |
|                | Pétition populaire                       | 6 736   | 3,32  | 1      |
|                | Parti de la nation culturel et unioniste | 5 219   | 2,57  | 1      |
| Inscrits       | Inscrits                                 | 367 150 | 100   | 9      |
| Votants        | Votants                                  | 211 221 |       | -      |
| Exprimés       | Exprimés                                 | 202 702 | 100   | -      |
| Blancs et nuls | Blancs et nuls                           | 8 519   |       | -      |

## Représentants

### Constituants
|  | Nom             | Parti                        |
|  | --------------- | ---------------------------- |
|  | Habib Bourguiba | Front national (Néo-Destour) |
|  | Hédi Bouslama   | Front national (Néo-Destour) |
|  | Ajmi Slim       | Front national (Néo-Destour) |

|  | Nom             | Image | Parti                                             |
|  | --------------- | ----- | ------------------------------------------------- |
|  | Néjib Mrad      |       | Ennahdha                                          |
|  | Sonia Toumia    |       | Ennahdha                                          |
|  | Mounir Ben Hnia |       | Ennahdha                                          |
|  | Hédi Chaouech   |       | L'Initiative                                      |
|  | Amira Marzouk   |       | L'Initiative                                      |
|  | Jamel Touir     |       | Ettakatol                                         |
|  | Lazhar Chemli   |       | Congrès pour la République                        |
|  | Abdelmonem Krir |       | Pétition populaire, indépendant puis Nidaa Tounes |
|  | Ibrahim Hamdi   |       | Parti de la nation culturel et unioniste          |

### Députés
|  | Nom             | Parti                        |
|  | --------------- | ---------------------------- |
|  | Ahmed Ben Salah | Front national (Néo-Destour) |
|  | Mohamed Mzali   | Front national (Néo-Destour) |
|  | Hassen Sassi    | Front national (Néo-Destour) |
|  | Rachid Mili     | Front national (Néo-Destour) |

|  | Nom             | Parti                       |
|  | --------------- | --------------------------- |
|  | Ahmed Ben Salah | Parti socialiste destourien |
|  | Mohamed Mzali   | Parti socialiste destourien |
|  | Mohamed Sayah   | Parti socialiste destourien |
|  | Mohamed Gannoun | Parti socialiste destourien |

|  | Nom                                   | Parti                                                               |
|  | ------------------------------------- | ------------------------------------------------------------------- |
|  | Ahmed Ben Salah puis Mahmoud Ben Dhia | Parti socialiste destourien                                         |
|  | Mohamed Mzali                         | Parti socialiste destourien                                         |
|  | Mustapha Makhlouf                     | Parti socialiste destourien et Union générale tunisienne du travail |
|  | Mohamed Gannoun                       | Parti socialiste destourien                                         |

|  | Nom           | Parti                       |
|  | ------------- | --------------------------- |
|  | Hédi Khefacha | Parti socialiste destourien |
|  | Mongi Kooli   | Parti socialiste destourien |
|  | Mohsen Nouira | Parti socialiste destourien |
|  | Mongi Guibène | Parti socialiste destourien |

|  | Nom                | Parti                       |
|  | ------------------ | --------------------------- |
|  | Mohamed Mzali      | Parti socialiste destourien |
|  | Abdelaziz Ben Dhia | Parti socialiste destourien |
|  | Mohsen Nouira      | Parti socialiste destourien |
|  | Tahar Boussemma    | Parti socialiste destourien |
|  | Amor Belkhiria     | Parti socialiste destourien |

|  | Nom                | Parti                                                 |
|  | ------------------ | ----------------------------------------------------- |
|  | Mohamed Mzali      | Front national (Parti socialiste destourien)          |
|  | Abdelaziz Ben Dhia | Front national (Parti socialiste destourien)          |
|  | Mongi Kooli        | Front national (Parti socialiste destourien)          |
|  | Fadhel Baccouche   | Front national (Union générale tunisienne du travail) |
|  | Taieb Akik         | Front national (Parti socialiste destourien)          |

|  | Nom                  | Parti                                         |
|  | -------------------- | --------------------------------------------- |
|  | Mansour Skhiri       | Union nationale (Parti socialiste destourien) |
|  | Abdelaziz Ben Dhia   | Union nationale (Parti socialiste destourien) |
|  | Béchir Khantouche    | Union nationale (Parti socialiste destourien) |
|  | Salah Ben Abdelkader | Union nationale (Parti socialiste destourien) |
|  | Taieb Akik           | Union nationale (Parti socialiste destourien) |

|  | Nom               | Parti                                      |
|  | ----------------- | ------------------------------------------ |
|  | Ahmed Kallala     | Rassemblement constitutionnel démocratique |
|  | Hamda Belkhiria   | Rassemblement constitutionnel démocratique |
|  | Khaled Hafsa      | Rassemblement constitutionnel démocratique |
|  | Abderrazak Mâaref | Rassemblement constitutionnel démocratique |
|  | Taieb Ouachem     | Rassemblement constitutionnel démocratique |

|  | Nom               | Parti                                      |
|  | ----------------- | ------------------------------------------ |
|  | Mohamed Hédi Slim | Rassemblement constitutionnel démocratique |
|  | Ameur Bnouni      | Rassemblement constitutionnel démocratique |
|  | Fraj Souissi      | Rassemblement constitutionnel démocratique |
|  | Mongi Cherif      | Rassemblement constitutionnel démocratique |
|  | Abderrazak Mâaref | Rassemblement constitutionnel démocratique |
|  | Taieb Ouachem     | Rassemblement constitutionnel démocratique |
|  | Sayed Ben Aicha   | Parti de l'unité populaire                 |

|  | Nom               | Parti                                      |
|  | ----------------- | ------------------------------------------ |
|  | Slaheddine Belaïd | Rassemblement constitutionnel démocratique |
|  | Ameur Bnouni      | Rassemblement constitutionnel démocratique |
|  | Hachemi Maâlel    | Rassemblement constitutionnel démocratique |
|  | Mongi Cherif      | Rassemblement constitutionnel démocratique |
|  | Farhat Bayoudh    | Rassemblement constitutionnel démocratique |
|  | Taieb Ouachem     | Rassemblement constitutionnel démocratique |
|  | Adel Chaouche     | Mouvement Ettajdid                         |

|  | Nom                         | Parti                                      |
|  | --------------------------- | ------------------------------------------ |
|  | Ameur Bnouni                | Rassemblement constitutionnel démocratique |
|  | Amor Haj Salah              | Rassemblement constitutionnel démocratique |
|  | Farhat Bayoudh              | Rassemblement constitutionnel démocratique |
|  | Hachemi Maâlel              | Rassemblement constitutionnel démocratique |
|  | Bchira Hassayoune Belkhiria | Rassemblement constitutionnel démocratique |
|  | Hatem Essoussi              | Rassemblement constitutionnel démocratique |
|  | Faten Ben Amor              | Rassemblement constitutionnel démocratique |
|  | Brahim Touir                | Mouvement des démocrates socialistes       |

|  | Nom                 | Parti                                      |
|  | ------------------- | ------------------------------------------ |
|  | Mohamed Gorsan      | Rassemblement constitutionnel démocratique |
|  | Naceur El Abed      | Rassemblement constitutionnel démocratique |
|  | Monia Bouzouita     | Rassemblement constitutionnel démocratique |
|  | Amor Haj Salah      | Rassemblement constitutionnel démocratique |
|  | Abdelaziz Chebil    | Rassemblement constitutionnel démocratique |
|  | Othmane Ben Othmane | Rassemblement constitutionnel démocratique |
|  | Alia Mensi          | Rassemblement constitutionnel démocratique |
|  | Saïd Youssef        | Rassemblement constitutionnel démocratique |